# Roberto Cordovani
Roberto Cordovani de Moraes (São Paulo, 8 de janeiro de 1957) é um ator, autor, produtor e diretor brasileiro de teatro, radicado na Galiza (Espanha) há 25 anos.

## Biografía
Iniciou sua carreira aos 15 anos, na peça "Montgomery, O Castelo do Terror", de criação coletiva, no Teatro Popular Arthur Azevedo, onde na ocasião, por ser menor de idade, sua mãe precisou assinar todos os papéis referentes ao aluguel do teatro e abertura de uma empresa que se denominou Nair Cordovani Produções Artísticas.
Em televisão participou da campanha de lançamento dos cigarros Free em 1984, e da campanha publicitária do tênis AllColor, no papel de Paul McCartney, dirigida pelo publicitário Washington Olivetto em 1985.
Sua estreia nos palcos internacionais foi em 1985, com a peça "Amar, Verbo Intransitivo", do autor Mário de Andrade, no Festival Internacional de Teatro de Expressão Ibérica - FITEI, em Portugal. A partir desse ano, iniciou um novo marco na sua carreira: As diversas premiações internacionais. Dentre todas, destacam-se: O prêmio de Melhor Espetáculo concedido a Olhares de Perfil no Festival Internacional de Edimburgo, na Escócia. O prêmio de Melhor Ator de Londres, pela mesma peça em 1989 no Charrington London Fringe Awards. O prêmio de Melhor Ator de Madri, em 1994, na Mostra Internacional do Festival de Outono de Madrid e em 1995, o Prêmio Compostela de Teatro, como Melhor Ator Protagonista.

## Vida profissional
Fundou em outubro de 1981, na cidade de São Paulo, a Companhia Internacional de Teatro Arte Livre.
Em 1985, no FITEI, primeiro contato com o teatro europeu, culminou na saída da Arte Livre do Brasil para a Galiza em 1986 e estabelecendo sua sede em Mondariz, em 1993. É a partir de Mondariz que Cordovani passa a trabalhar para um novo público, determinado a representar sempre em português.
Assim nasceu a peça Olhares de Perfil, baseada no mito Greta Garbo. Esta obra passa pela ambiguidade do ser humano, pela complexidade das relações afetivas, pelo intimismo, pelo desafio e reflexão e pelos caminhos da interioridade sentimental.
Com os espetáculos Amar, Verbo Intransitivo, Olhares de Perfil, O Retrato de Dorian Gray e Eva Perón, a companhia atuou em mais de 300 cidades de 9 países e em 11 anos.
Já na Galiza, dirigiu o Centro Dramático Galego - CDG durante o ano 1989. Sob sua direção, foi produzido o espetáculo O Arce do Xardín, de Roberto Salgueiro.
Dirigiu o espetáculo Terra Brasilis, em 1999, para a Companhia de Dança Movimento, de Belo Horizonte - MG (Brasil). No mesmo ano, dirigiu o espetáculo As Bruxas de Salém, de Arthur Miller, no Teatro Universitário da Universidade Federal de Minas Gerais - UFMG.
Por ocasião do espetáculo teatral Lola, Cordovani gravou um CD com 10 faixas, com participação do Coral Sesiminas, arranjos e direção musical de Charles Dalla, e produção de SESI Minas, Delcir da Costa e Stúdio Bemol. O CD que leva o mesmo nome do espetáculo "Lola - Músicas de cabaret proibidas pelo Nazismo", tem entre suas faixas, Lili Marleen, Canção Lilás (Das Lila Lied) e Lola.
Em 2002, na Corunha, lança seu primeiro livro: "O Teatro Brasileiro na Galiza", através do Departamento de Galego-Português, Francés e Lingüística da Universidade da Corunha. No livro, Cordovani reúne quatro textos das produções teatrais da Companhia: Olhares de Perfil (O Mito de Greta Garbo), O Retrato de Dorian Gray, Isadora Duncan e Lola. Há também críticas dos jornais e fotos dos espetáculos.
Pela Companhia Arela das Artes, de A Cañiza, dirigiu o espetáculo teatral Infâmia Lillian Hellman no ano de 2003.
Com o nascimento em 16 de março de 2006 de seu novo projeto, o Teatro Arte Livre, do qual Cordovani é co-proprietário, inicia-se uma nova fase em sua carreira. Ali seriam representados espetáculos como Dr. Jekyll and Mr. Hyde, Evita, Eva Perón, Olhares de Perfil entre outros. O Teatro Arte Livre é um espaço particular, oficializado e reconhecido pela Junta da Galiza. No Teatro Arte Livre, Roberto Cordovani também ministra um Curso de Formação de Atores.
Na Companhia de Atores do TAL (formada por alunos do Curso de Formação de Atores do Teatro Arte Livre), dirigiu, em 2009, o espetáculo Ídolos de Papel.
Em 2021 foi publicada a biografia "Infinitas Faces – A Construção do Ator" baseada no ator brasileiro Roberto Cordovani, escrita por Thelma Bertozzi. A obra aborda a trajetória profissional e pessoal de Cordovani, explorando sua carreira no teatro e os desafios enfrentados ao longo de sua vida. O livro é prefaciado por Luis Marcio Silva que reflete sobre a identidade e a transformação do ator, destacando sua capacidade de se reinventar na atuação. A biografia oferece uma análise detalhada da construção da figura pública de Cordovani e sua importância para o teatro brasileiro.

## Teatro
Ao longo de sua carreira, Cordovani interpretou os mais variados papéis: de Greta Garbo em "Olhares de Perfil" a Dr. Jekyll em "Dr. Jekyll and Mr. Hyde" (O Médico e o Monstro). A seguir, alguns de seus espetáculos teatrais:
- 1971 - ''Pluft, o Fantasminha'', de Maria Clara Machado - direção de Humberto Furlan
- 1972 - A Árvore que Andava, de Oscar Von Pfuhl - direção de Roberto Cordovani
- 1973 - O Cordão Umbilical, de Mário Prata - direção de Roberto Alves de Almeida
- 1974 - Apaga a luz e faz de conta que estamos bêbados, de Ronald Radde - direção de Ronald Radde
- 1975 - Os Pais Abstratos, de Pedro Bloch - direção de Roberto Cordovani
- 1976 - ''O Milagre de Anne Sullivan'', de William Gibson - direção de Roberto Cordovani
- 1979 - Quem Virá para este Outono?, de Maria Rosa Nicoletta - direção de Roberto Cordovani
- 1981 - Entre Mãos, de Rosa Marinho - direção de Ademar Pettine
- 1981 - A Resistência, de Maria Adelaide Amaral - direção de Roberto Cordovani
- 1981 - Os Grilos da Formiguinha, de Roberto Cordovani - direção de Roberto Cordovani
- 1982 - Rosa Lúbrica, Walter George Durst - direção de Roberto Cordovani
- 1982 - ''Amar, Verbo Intransitivo'', de Mário de Andrade - direção de Roberto Cordovani
- 1984 - A Menina e o Vento, de Maria Clara Machado - direção de Roberto Cordovani
- 1984 - ''Narciso e Goldmund'', de Herman Hesse - direção de Roberto Cordovani
- 1985 - Clube do Gelo, de Janice Theodoro da Silva - direção de Roberto Cordovani
- 1985 - Tribobó City, de Maria Clara Machado - direção de Roberto Cordovani
- 1987 - Olhares de Perfil (O Mito de Greta Garbo), de Alejandra Guibert e Roberto Cordovani - direção de Roberto Cordovani
- 1991 - ''O Retrato de Dorian Gray'', de Oscar Wilde - direção de Roberto Cordovani
- 1993 - Todos os Homens, de Adolfo Domínguez e Roberto Cordovani - direção de Roberto Cordovani
- 1995 - ''Eva Perón'', O Espetáculo, de Iolanda Aldrei, Angelo Bréa e Roberto Cordovani - direção de Roberto Cordovani
- 1998 - ''Isadora Duncan'' (A Revolução na Dança), de Roberto Cordovani - direção Roberto Cordovani
- 1998 - ''Orlando'', de Virginia Woolf - direção de Eunice Muñoz
- 1998 - O Efeito dos Raios Gama nas Margaridas do Campo, de Paul Zindel - direção de Roberto Cordovani
- 2000 - ''Lola'', de Fassbinder - direção de Roberto Cordovani
- 2002 - Belle Otero (O Corpo de fala), de Marga do Val - direção de Roberto Cordovani
- 2002 - Aurora Rodríguez e a súa Filla Hildegart, de Marga do Val - direção de Roberto Cordovani
- 2003 - A Volta do Parafuso (The Turn of the Screw), de Henry James - direção de Roberto Cordovani e Eisenhower Moreno
- 2006 - Evita, Eva Perón, de Roberto Cordovani e Eisenhower Moreno - direção de Roberto Cordovani e Eisenhower Moreno
- 2007 - Lolas, o espetáculo proibido pelo Nazismo, Roberto Cordovani, Marga do Val e Eisenhower Moreno - direção de Roberto Cordovani e Eisenhower Moreno
- 2008 - ''As Bruxas de Salém'', de Arthur Miller - direção de Roberto Cordovani
- 2008 - Aladim Perdido na Galícia, de Roberto Cordovani - direção de Roberto Cordovani
- 2009 - Dr. Jekyll and Mr. Hyde, Robert Louis Stevenson - direção de Roberto Cordovani e Eisenhower Moreno
- 2010 - O Quarto de Giovanni (Giovanni's Room), de James Baldwin - direção de Roberto Cordovani

## Prêmios Internacionais
| Ano             | Prêmio                                                        | Espetáculo |
| --------------- | ------------------------------------------------------------- | --- |
| Portugal 1985   | FITEI                                                         | Amar, Verbo Intransitivo (melhor espetáculo)                                                                                            |
| Espanha 1986    | Festival Internacional de Teatro Galego Português             | Amar, Verbo Intransitivo (melhor espetáculo)                                                                                            |
| Portugal 1987   | FITEI                                                         | Olhares de Perfil (melhor espetáculo)                                                                                                   |
| Escócia 1988    | Festival Internacional de Teatro Edimburgo                    | Olhares de Perfil (melhor espetáculo)                                                                                                   |
| França 1988     | Carrefour de L´Europe                                         | Olhares de Perfil (melhor ator protagonista Roberto Cordovani)                                                                          |
| Inglaterra 1988 | Charrington London Fringe Awards                              | Olhares de Perfil (melhor ator protagonista Roberto Cordovani)                                                                          |
| Brasil 1990     | Festival Internacional de Teatro de Campinas                  | Olhares de Perfil (melhor espetáculo)                                                                                                   |
| Espanha 1992    | Prêmio Compostela de Teatro                                   | O Retrato de Dorian Gray (melhor cenário Roberto Burle Marx)                                                                            |
| Espanha 1994    | Prêmio da Mostra Internacional do Festival de Outono de Madri | Olhares de Perfil (melhor ator protagonista Roberto Cordovani)                                                                          |
| Espanha 1995    | Prêmio Compostela de Teatro                                   | Eva Perón (melhor ator protagonista Roberto Cordovani; melhor cenário, Manoel Rodriguez e Eduardo de Freitas; melhor espetáculo do ano) |